# Cantonul Coutras
Cantonul Coutras este un canton din arondismentul Libourne, departamentul Gironde, regiunea Aquitania, Franța.

## Comune
- Abzac
- Camps-sur-l'Isle
- Chamadelle
- Coutras (reședință)
- Les Églisottes-et-Chalaures
- Le Fieu
- Les Peintures
- Porchères
- Saint-Antoine-sur-l'Isle
- Saint-Christophe-de-Double
- Saint-Médard-de-Guizières
- Saint-Seurin-sur-l'Isle